# Ain Kaalep
Pour les articles homonymes, voir Kaalep.
Ain Kaalep (né le 4 juin 1926 à Tartu et mort le 9 juin 2020 dans la même ville) est un écrivain estonien.

## Biographie
En 1956, Ain Kaalep est diplômé de l'université de Tartu comme philologue, expert en langues finno-ougriennes.
En 1989-2001, il était le rédacteur en chef du magazine Akadeemia. En 2002, en tant que professeur de lettres, il enseigne à l’université de Tartu. Il était président de la société des étudiants estoniens et député du Congrès d'Estonie.
Il habitait à Elva.
Il est le père de l'homme politique Ruuben Kaalep.

## Ouvrages
- Aomaastikud (1962)
- Samarkandi vihik (recueil de poèmes, 1962)
- Iidamast ja Aadamast ehk Antimantikulaator (pièce de théâtre, 1967, n° 36)
- Järvemaastikud (recueil de poèmes, 1968)
- Mäe veri (Totomauna) (pièce de théâtre, 1970, publié par Looming 2006, n° 6)
- Klaasmaastikud (1971)
- Paani surm ja teisi luuletusi (1976)
- Peegelmaastikud (un aperçu du travail de traduction d'Ain Kaalep, I 1976, II 1980)
- Kuldne Aphrodite ja teisi luuletusi (1986)
- Maavallast ja maailmakirjandusest (une collection de critiques et d'essais, 1984)
- Minu silmad ja sinu silmad (pièce de théâtre, 1965)
- Kolm Lydiat (1997)
- Haukamaa laulu (1999)
- Jumalatosin (2008)
- Muusad ja maastikud. Luuletusi aastaist 1945–2008 (2008)

## Traductions
Ain Kaalep est un traducteur prolifique de poésie allemande, espagnole et française.
- Antillide luulet
- Austraalia novelle
- Caspar Hauser ehk Südameleigus, de Jakob Wassermann
- El Greco, de Ramón Gómez de la Serna
- Ikke all, d'Ivan Vazov

## Prix et récompenses
- 1984 Prix de poésie Juhan Liiv
- 1986 Écrivain honoré de la RSS d'Estonie
- 1996 Troisième classe de l'Ordre du Blason national d'Estonie
- 1998 Citoyen d'honneur de la ville de Elva
- 2000 Prix Hendrik Adamson (et)
- 2008 Prix de l'identité nationale
- 2010 Prix de la langue Johann-Wiedemann
- 2010 Prix littéraire Jaan Kross (et)
- 2014 Citoyen d' honneur de la ville de Tartu (et)